# Solter freidbergi
Solter freidbergi is een insect uit de familie van de mierenleeuwen (Myrmeleontidae), die tot de orde netvleugeligen (Neuroptera) behoort. 
Solter freidbergi is voor het eerst wetenschappelijk beschreven door Hölzel in 1981.